# Elisa Pomar Palerm
Elisa Pomar Palerm   (Eivissa, 20 de setembre de 1962) és una empresària i dissenyadora de joies eivissenca. És formada en gemmologia.

## Biografia
És nascuda en una família de joiers. El seu besavi va obrir el primer negoci, Can Xim, i va rebre encàrrecs del rei Alfons XIII. El pare d'Elisa, Pepín Pomar, va fundar el 1981 la joieria que la família tenia a tocar del Mercat Vell. També és neboda de Toni Pomar, un reputat pintor local. Pepín va finar el 2007 i Elisa va prendre les regnes del negoci, i l'any següent va crear la seva pròpia firma de joies, Elisa Pomar Ibiza. El 2025, va obrir un nou local davant del passeig Vara del Rey.
Pomar ha revitalitzat les joies tradicionals de l'illa, com les de l'emprendada que complementa el vestit tradicional del ball pagès (es cordó, sa creu i, principalment, sa joia). El seu èxit ha cridat l'atenció de marques d'alta costura, com Dolce & Gabbana.

## Reconeixements
L'any 2016 va rebre la medalla d'or del Consell Insular d'Eivissa. El 2025 va ser reconeguda per l'edició espanyola de Forbes com una de les 50 dones més influents de les Balears.